# Lycoming LTS101
Lycoming (nyní Honeywell) LTS101 je rodina turbohřídelových motorů s výkony od 650 do 850 shp (484,70 až 633,84 kW), užívaná v řadě rozšířených vrtulníků, a turbovrtulová varianta označená LTP101 slouží k pohonu lehkých letounů. Ozbrojené síly Spojených států amerických užívají oba typy motorů pod označením T702. Motor byl původně zkonstruován u Lycoming Turbine Engine Division ve Stratfordu v Connecticutu, ale současným výrobcem je Honeywell Aerospace.

## Použití
- Air Tractor AT-302
- Bell 222A/B/UT
- Bell D-292
- Cessna 421C Golden Eagle (turbovrtulová konverze)
- EcoJet (konceptový automobil na bionaftu vzniklý ve spolupráci General Motors  a Jaye Lena)
- Eurocopter AS350 AStar
- Eurocopter HH-65A/B Dolphin
- MBB/Kawasaki BK 117
- PAC Cresco
- Piaggio P.166

## Varianty
LTP101-600
LTP101-700
LTS101-600A-2
LTS101-600A-3
LTS101-600A-3A
LTS101-650B-1
LTS101-650B-1A
LTS101-650C-2
LTS101-650C-3
LTS101-650C-3A
LTS101-700D-2
LTS101-750A-1
LTS101-750B-2
LTS101-750C-1
LTS101-850B-2
T702

## Specifikace (LTS101-650C-3/3A)
Údaje podle

### Technické údaje
- Typ: turbohřídelový motor
- Délka: 78 cm (31 palců)
- Průměr: 58 cm (23 palců)
- Suchá hmotnost: 109 kg (241 lb)

### Součásti
- Kompresor: jednostupňový nízkotlaký axiální kompresor; jednostupňový nízkotlaký radiální
- Spalovací komora: prstencová
- Turbína: jednostupňová vysokotlaká, jednostupňová nízkotlaká

### Výkony
- Maximální výkon: 503 kW (675 shp)
- Kompresní poměr: 8,4:1
- Měrná spotřeba paliva: 0,57 lb/(lbf·h)
- Poměr výkon/hmotnost: 2,8:1 hp/lb